# Fabio Bruno
Fabio Bruno (Civitanova Marche, 15 dicembre 1960) è uno scacchista italiano, Maestro Internazionale.
Nato nel 1960 a Civitanova Marche. La sua ascesa nel mondo degli scacchi ha seguito un percorso del tutto particolare. Apprende piuttosto tardi le regole del gioco, partecipando al suo primo torneo solo nel 1977, ma diventa presto Maestro nel 1979. Nel 2005 ottiene il titolo di Maestro Internazionale .
Il suo record nel rating mondiale lo ottiene nella classifica FIDE di luglio 2010 dove ottiene 2477 punti Elo.

## Carriera e primo ritiro
- Seguono importanti successi, tra cui spiccano le due vittorie consecutive al Festival di Imperia nel 1980 e nel 1981 .
- La conquista del primo titolo italiano con la vittoria al Campionato Italiano Semilampo avviene nel 1981, a Firenze.
- Consegue due norme di Maestro Internazionale e veste per tre volte i colori della Nazionale Italiana alle edizioni della Mitropa Cup del 1981 in Lussemburgo, del 1982 in Francia e del 1983 in Austria.

Giunto ad un passo dalla consacrazione ai massimi livelli in Italia, prende la decisione di dedicarsi all'attività di famiglia e nel 1985 abbandona pressoché definitivamente l'impegno agonistico.

## Il rientro
Trascorsi circa 16 anni riprende a giocare in modo e dopo aver recuperato la migliore condizione, colleziona una serie di vittorie in ambito nazionale a breve distanza l'una dall'altra:
- Nel 2004 vince il Campionato italiano di scacchi di Montecatini Terme ed è anche Campione Italiano Uisp a Gubbio;
- primo classificato nel torneo dei Grandi Maestri di Frascati
- 2005 (prima norma di Grande Maestro);
- Campione Italiano a squadre con la squadra abruzzese del Penne nel 2005.
- Ma il successo più prestigioso del 2005 rimane il conseguimento del titolo di Campione Italiano Assoluto a Montecatini Terme. In questa occasione ha anche conseguito definitivamente il titolo di Maestro Internazionale.
- Ha poi rappresentato l'Italia al Campionato europeo a squadre di scacchi di Göteborg (Svezia) nel 2005.

Inizia una carriera dirigenziale all'interno delle nazionali ma nel frattempo continua anche la sua attività agonistica 
- Nel 2008 conquista la sua seconda norma di Grande Maestro al torneo internazionale di Porto Mannu.
- Nel 2012 a Fano si laurea Campione Italiano assoluto nella specialità del gioco "lampo" o "blitz" (5 minuti a giocatore per ogni partita).
- Nel 2014 ha rappresentato l'Italia al primo Campionato europeo individuale over 50, a Porto (Portogallo) conquistando il 4º posto; ha inoltre fatto parte della Nazionale italiana che ha partecipato al primo Campionato Europeo a squadre over 50 a Sebenico (Croazia). Sempre nel 2014, a Fano, ha conquistato il suo primo titolo italiano in questa categoria e successivamente, a Salonicco (Grecia), ha difeso i colori nazionali partecipato al Campionato mondiale individuale over 50, classificandosi al 4º posto assoluto.
- Nel 2015 si conferma Campione Italiano Seniores a Rio Marina - Isola d'Elba (vincendo sia il torneo over 50 che l'assoluto) e ha rappresentato l'Italia al Campionato Europeo over 50 a Eretria, Grecia e al Campionato del Mondo over 50 svoltosi in Italia ad Acqui Terme.
- Nel 2015 e 2016 vince per due volte a Condino l'Open Internazionale "Condino Valle del Chiese" .
- Nel 2016 vince il torneo di Porto San Giorgio e vince ancora a Rio Marina il Campionato Italiano Seniores .
- Nel 2017 vince ancora il torneo di Porto San Giorgio, vince ad Ascoli Piceno con punteggio pieno 5/5 il torneo di Cento Torri[2], il Campionato Regionale delle Marche, il torneo di Pasqua ad Arco e ha inoltre fatto parte della Nazionale italiana che ha partecipato al Campionato Europeo a squadre over 50 a Novi Sad, in settembre vince per la quarta volta il Campionato Italiano Seniores (over50) che si è svolto ad Ortano nell'Isola d'Elba. In novembre vince il torneo di Porto Sant'Elpidio.
- Nel 2018, in marzo a Fano vince il 1º Festival Hotel Astoria, con 4,5 su 5[3]; in aprile a Wałbrzych vince con l'Italia l'European Senior Team Chess Championship over 50[4]; in settembre vince per la quinta volta il Campionato Italiano Seniores (over50) che si è svolto a Rio Marina.

### Capitano e allenatore
Il 2006 è l'anno in cui, parallelamente alla carriera di giocatore, comincia a rivestire il prestigioso ruolo di Capitano-Allenatore. 
Proprio alle Olimpiadi di Torino del 2006 ha fatto il suo esordio come Capitano e allenatore della nazionale italiana "Italia 3" per poi ricoprire il ruolo di Capitano della Nazionale Italiana maggiore in numerose altre occasioni. 
- Capitano - giocatore alla Mitropa Cup di Brno (Repubblica Ceca) nel 2006.
- Capitano - Allenatore al Campionato Europeo a squadre di Creta nel 2007.
- Capitano - Allenatore alla Mitropa Cup di Szeged (Ungheria) nel 2007.
- Capitano - Allenatore alla Mitropa Cup di Olbia nel 2008 conquistando la Medaglia d'oro con la nazionale femminile.
- Capitano della nazionale maschile alle Olimpiadi di Dresda 2008.
- Capitano - Allenatore alla Mitropa Cup di Rogaska Slatina (Slovenia) 2009.
- Capitano - Allenatore della nazionale femminile al Campionato Europeo a squadre di Novi Sad 2009.
- Nel 2012 è l'allenatore della nazionale italiana femminile alle Olimpiadi di Istanbul (Turchia).

### Commissario tecnico
Viene nominato Commissario Tecnico della Federazione Scacchistica Italiana nel maggio 2009 e ricopre tale ruolo sino al settembre 2011.

## Pubblicazioni
- Carpe Diem, ovvero l'attimo fuggito, Verona, Ediscere, 2005
- Libere divagazioni su una partita di scacchi, dalla rivista " l'attimo fuggente", numero 3 settembre 2007
- Le Olimpiadi di Dresda 2008, Milano, Supplemento a Scacchitalia, 2009